# Yuta Ikeda
Yuta Ikeda (Japans: 池田 勇太, Ikeda Yūta) (Chiba, 22 december 1985) is een Japans professioneel golfer.
Als amateur won Ikeda tweemaal het nationaal jeugdkampioenschap (2002 en 2003) en eenmaal het wereldkampioenschap jeugd.

## Professional
Ikeda werd in 2008 professional en begon op de Japanse Challenge Tour te spelen, waar hij dat eerste seizoen al een overwinning boekte. Sindsdien speelt hij op de Japan Golf Tour waar hij in 2009 het Japans PGA Kampioenschap en nog drie andere toernooien won.
In 2010 speelde hij de Masters op Augusta, waar hij zich voor het weekend kwalificeerde, ondanks een triple bogey op de 14de hole.

### Gewonnen
- 2009: Japans PGA Kampioenschap, Vana H Cup KBC Augusta, Canon Open, Bridgestone Open
- 2010: ANA Open
- 2011: Sun Chlorella Classic
- 2012: Canon Open
- 2013: Mynavi ABC Championship

### Teams
- World Cup: 2011